# Тэрэпхэн
Тэрэпхэн (бур. Тэрэбхээн) — село в Хилокском районе Забайкальского края России. Входит в состав Сельского поселения «Бадинское».

## География
Село находится в западной части района, в левобережной части долины реки Хилок, на берегах реки Тэрэпхэн, на расстоянии примерно 36 километров (по прямой) к западу от города Хилок. Абсолютная высота — 763 метра над уровнем моря.
Климат
Климат характеризуется как резко континентальный, с продолжительной морозной зимой и коротким тёплым летом. Среднегодовая температура воздуха составляет −4,2 °С. Средняя многолетняя температура самого холодного месяца (января) составляет −27 — −25 °С (абсолютный минимум — −52 °С), температура самого тёплого (июля) — 16 — 17 °С (абсолютный максимум — 39 °С). Среднегодовое количество осадков — 439 мм.
Часовой пояс
Село Тэрэпхэн находится в часовой зоне МСК+6. Смещение применяемого времени относительно UTC составляет +9:00.

## История
В конце XIX — начале XX веков на месте современного села находился крупный бурятский улус. Постоянное поселение появилось в 1929 году.

## Население
| 2010 | 2021 |
| ---- | ---- |
| 202  | ↘153 |

Половой состав
По данным Всероссийской переписи населения 2010 года в гендерной структуре населения мужчины составляли 54 %, женщины — соответственно 46 %.
Национальный состав
Согласно результатам переписи 2002 года, в национальной структуре населения буряты составляли 99 % из 230 чел.